# 赵庄镇 (望都县)
赵庄镇，原为赵庄乡，是中华人民共和国河北省保定市望都县下辖的一个乡镇级行政单位。2019年1月撤乡设镇。

## 行政区划
赵庄镇下辖以下地区：
赵庄村、周庄村、付庄村、小辛庄村、姜庄村、南李各庄村、北李各庄村、东任疃村、西任疃村、南无村、十里铺村、太平庄村、大十五计村、小十五计村、东张庄村、北张庄村、西张庄村和南张庄村。